# Bendición del Mar
La Bendición del Mar es una tradición de la Iglesia católica que se celebra en el Domingo de Resurrección en algunas localidades de Venezuela. La más antigua tiene lugar en Puerto Cabello, estado Carabobo.

## Puerto Cabello
La tradición en Puerto Cabello tuvo origen en 1860. Cada año, se realiza en el Domingo de resurrección una misa en la mañana presidida por el obispo de Puerto Cabello en el malecón de la ciudad. Los asistentes al acto litúrgico son convocados mediante el repique de campanas. Al terminar la misa, el obispo bendice las aguas. Luego los pescadores suenan sirenas mientras recorren el mar en sus embarcaciones. En tierra, grupos de personas lanzan cohetes.
La Bendición del Mar suele contar con la presencia del alcalde de Puerto Cabello y otras autoridades civiles del estado Carabobo; así como de miembros de las Fuerzas Armadas de Venezuela.

## Otros lugares
Existen ceremonias similares en el Domingo de Resurrección en Ocumare de la Costa (estado Aragua), Isla de Margarita y en el estado Vargas. En Vargas, la Bendición del Mar fue iniciada en 2002 por el entonces obispo de La Guaira José de la Trinidad Valera Angulo.